# 塞扎納市鎮

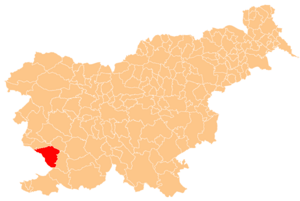
塞扎納市鎮在斯洛文尼亚的位置

45°44′N 13°53′E / 45.733°N 13.883°E
塞扎納市鎮，是斯洛文尼亞西南部的一個市镇，傳統上屬於斯洛維尼亞沿海地區，行政中心为塞扎納。市镇面積为217.4平方公里，2002年人口12,583，人口密度每平方公里58人。